# An D'Huys
An D'Huys (1964) is een Belgisch (kostuum)ontwerpster voor podiumproducties en televisie. D’Huys staat bekend om haar werk in producties als West Side Story (2020, Broadway), Lazarus (2015, West End) en als lid van Ann Demeulemeesters ontwerpteam van 2004-2015.  

## Biografie
An D'Huys studeerde aan hogeschool Sint-Lukas in Brussel (LucasArts) en daarna aan de Antwerpse Modeacademie. Sinds 1988 is ze actief in kostuumdesign voor zowel televisie als het podium. Bij haar eerste job ontwierp ze de kostuums voor de Vlaamse televisieserie F.C. De Kampioenen en later ook voor In de gloria (2000-2001). Verder was D'Huys verantwoordelijk voor de kostuums van Toto le héros (1990) van Jaco Van Dormael en van Rosie (1997) van Patrice Toye. In 2004 sluit ze zich aan bij het ontwerpteam van Ann Demeulemeester, een van de Antwerpse Zes, waar ze twaalf jaar zal werken.
Het merendeel van haar carrière ontwerpt D'Huys voor theater en opera. Ze werkt sinds 2002 frequent samen met de theatermaker en regisseur Ivo van Hove, onder andere aan De Kruistochten (2004), The Fountainhead (2014), A View from the Bridge (2014), Lazarus (2015) en Les Damnés (2016). Samen met Van Hove ontwierp ze ook de kostuums voor de operaproducties Die Walküre (2007), Götterdämmerung (2008) en Cosi Fan Tutte (2017). Sinds het einde van de jaren 1990 is ze vaak de samenwerking aangegaan met de choreografe Anne Teresa De Keersmaeker, onder andere bij de producties Bitches Brew (2003) en Mitten wir im Leben sind (2017). 
Het werk van D'Huys wordt gekenmerkt door het gebruik van specifieke kleuren en stoffen als manier om de expressie en het verhaal van een personage te uitten. Voor de Broadway productie van West Side Story werden de acteurs op schermen geprojecteerd, waardoor D'Huys aandacht kon geven aan kleine details, iets wat niet vanzelfsprekend is bij theaterkostuums.

## Selectie van werken
- A View from the Bridge (2015) (the Young Vic, West End, Broadway)
- All About Eve (2019) (West End)
- Cosi fan tutte (2017) (Paris Opera National )
- Götterdämmerung (2008) (Vlaamse Opera)
- Hedda Gabler (2017) (National Theatre London)
- Lazarus (2015) (London; New York Theatre Workshop, Amsterdam)
- Les Damnés (2017) (Comédie Française Paris, Avignon)
- Network (2017) (Broadway, National Theatre London)
- Obsession (2017) (Londen, Parijs, Luxemburg)
- Othello (2002), Opening Night (2006), The Fountainhead (2014) (Toneelgroep Amsterdam)
- Quartet (1999), Bitches Brew (2003) en Kassandra (2004) (Rosas Brussel)
- De Kersentuin (2015, TG STAN Antwerpen)
- The Glass Menagerie (2020, Théâtre de L’Europe, Parijs)
- The Rise and Fall of the City of Mahogany (2019) (Aix en Provence)
- West Side Story (2020) (Broadway)

## Onderscheidingen
- Molière Award voor kostuumdesign Les Damnés, 2017 (Comédie-Française, Parijs)